# Графство Ханау-Лихтенберг
Графството Ханау-Лихтенберг (на немски: Grafschaft Hanau-Lichtenberg) е територия на Свещената Римска империя от 1456 до 1736 г.

## История
Графството се създава от 1456 – 1480 г. от част от графство Ханау и половината господство Лихтенберг. След измирането на графовете от Ханау-Лихтенберг през 1736 г. то попада на Хесен-Дармщат и Хесен-Касел. Неговият център се намирал в долен Елзас със столица Бухсвайлер.
Основател е граф Филип I Стари (1417 – 1480), вторият син на граф Райнхард II от Ханау (1369 – 1451), чрез женитбата му през 1458 г. за Анна фон Лихтенберг (1442 – 1474), една от двете дъщери наследнички на Лудвиг V фон Лихтенберг (1417 – 1474) от господство Лихтенберг.
През 1570 г. към Ханау-Лихтенберг попада Графство Цвайбрюкен-Бич. Последният от линията е Йохан Райнхард III фон Ханау-Лихтенберг (1665 – 1736).